# Yachthafen Wesel

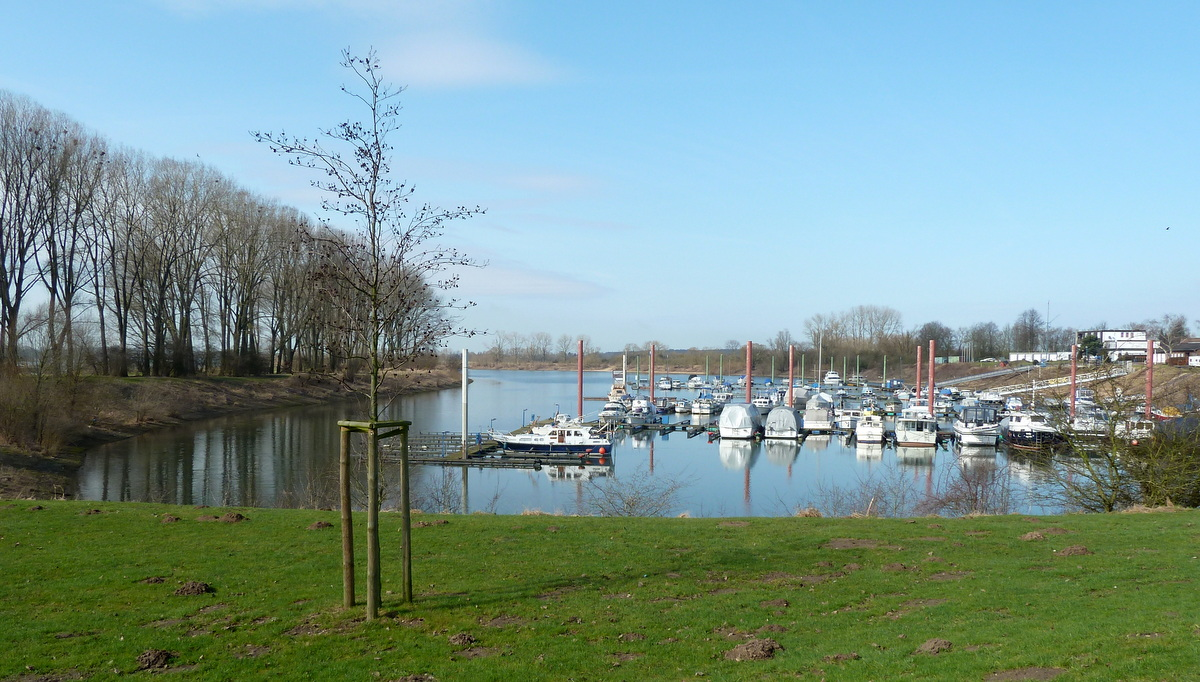
Der Yachthafen Wesel im Winter

Der Yachthafen Wesel ist ein am Rhein gelegener Hafen für Yachten und Sportboote in der niederrheinischen Hansestadt Wesel.

## Lage
Der rund zwei Kilometer westlich des Stadtzentrums gelegene Hafen hat seine Einfahrt bei Rheinkilometer 816,5. In direkter Nachbarschaft befinden sich im Norden der Auesee, im Osten der Flugplatz Wesel-Römerwardt und im Südosten die Rheinpromenade. Rheinaufwärts im Bereich der Rheinpromenade befindet sich eine Anlegestelle für Ausflugsschiffe, daran schließt sich der gewerblich genutzte Städtische Rheinhafen Wesel an.

## Geschichte und Nutzung
Der Hafen wurde im September 1960 eröffnet, nachdem das Hafenbecken durch eine Auskiesung entstanden war. Einige Jahre zuvor war angrenzend bereits der Flugplatz Römerwardt angelegt worden. Seit seiner Eröffnung waren der Yachtclub und die RTGW dort angesiedelt. 2012 hatte der Yachtclub Wesel 118 Boote. Der Hafen trägt das Gütezeichen Blaue Flagge.